# Draba ramosissima
Draba ramosissima är en korsblommig växtart som beskrevs av Nicaise Auguste Desvaux. Draba ramosissima ingår i släktet drabor, och familjen korsblommiga växter. Inga underarter finns listade i Catalogue of Life.

## Bildgalleri